# Ендру Николић
Александар „Ендру” Николић (енгл. Andrew Nikolic; рођен 20. јуна 1961. у Прокупљу ,ФНР Југославија) је аустралијски политичар, пензионисани високи официр Војске Аустралије и бивши јавни службеник у Министарству одбране Аустралије. Он је изабран у аустралијском Представничком дому као представник Либералне партије Аустралије за Тасманију са седиштем у Басу за време аустралијских савезних избора, 2012 / 2013 .

## Младост
Николић је рођен у Прокупљу 20. јуна 1961. године, и са породицом се преселио у Аустралију када је имао четири године. Одрастао је у Мелбурну и Аделаиду .

## Војна каријера
Пријавио се у аустралијску војску у јануару 1979. године, а након завршетка обуке регрута је упућен у 1. батаљон Краљевског аустралијског пука. Након службе 18 месеци као пешадинац, похађао је Полицијску кадетску школу у Портси, и вратио се у пешадијски корпус као потпоручник у јуну 1981. Касније је служио у 3. батаљону, Краљевског аустралијског пука (Падобранци) скоро седам година, као командир вода, командир извиђачког вода, командир чете (Алфа група), и као официр оперативног батаљона .
У чину капетана, Николић је служио као ађутант Аделаида Универзитетски пук од 1986. до 1988. године, након чега је предавао тактику на Краљевском војном колеџу у Дантруну. Као потпуковник, радио је као управник / главни инструктор у школи падобранске обуке Војске Аустралије . Он је квалификован инструктор падобранства за скок на гуртну и за слободни пад, а у периоду 2000-2001 предводио је војску "Црвене беретке" показног падобранског тима. Као пуковник, 2003. Николић је постао први командант постављен да води Регрутни центар ѕа обуку.
Године 2007. унапређен је у бригадног генерала и именован за генералног директора јавних послова, главног портпарола Министарства одбране .
Његова задужења у иностранству поред осталог била су :
- Војни посматрач Уједињених нација у Израелу, Сирији и Јужном Либану (новембар 1990 - новембар 1991);
- Начелник штаба и заменик команданта Националног штаба Аустралије током првог распоређивања Операције Папучица у Авганистану (октобар 2001 - март 2002); и
- Представник Националне команде за аустралијску војску у Јужном Ираку (фебруар - октобар 2005).

Поред својих аустралијских командних одговорности на југу Ирака, он је истовремено био и начелник штаба британске мултинационалне дивизије под британским вођством (Југоисток). 
Николић је дипломирао на Војном колеџу за особље и команду, Колеџу за заједничке штабске послове (Аустралија) , Филипинском колеџу, САД војном колеџу, Курс Уједињених нација за више званичнике, и Аустралијском институту за директоре компанија. Има две дипломе из друштвених наука, а три мастер дипломе из менаџмента, међународних односа и стратешких студија.

## Цивилна каријера у Министарству одбране
Од 2008. до 2011. године, Николић је запослен у Одељењу одбране као први помоћник секретара, у Одељењу за међународну политику (цивилни еквивалент чина генерал-мајор), са одговорношћу за пружање стратешких савете влади Аустралије о политици међународних одбрамбених односа и снага.

## Политичка каријера
Николићева кандидатура испред Либералне партије за. савезне изборе 2013 са седиштем у Басу у Тасманији - који је држала Лабуристичка странка од 2007.-објављена је 8. јула 2011. године Убрзо пошто је био изабран 2010 у Камбери, показао је интересовање за место у Басу. Иако су наредни избори били тек 30. новембра 2013. године, Николић је почео кампању активно убрзо након претходне селекције. Он је поставио свој сајт за своју кандидатуру, а његове активности у кампањама у области Лонсестон су се појавиле у медијима,, заједно са сукобима са локалним еколозима
Након сатиричних објава о њему на Фејсбуку-у мају 2012. године, објављено је да је Николић претио да ће контактирати послодавце читалаца који су "волели" пост. Николић је демантовао што ове наводе, а касније је изјавио да није имао намеру да контактира било какве послодавце; да је његов захтев био само да се објава уклони.Прича је објављена у међународним медијима. У јулу 2013. године, прича је била предмет расправе на аустралијском Већу за штампу.Као одговор на жалбу коју је поднео Николић, аустралијско Веће за штампу је утврдило да  Сиднеј морнинг хералд  "није предузео разумне кораке да осигура тачност и правичност" у поменутом чланку
Средином августа 2013. године, тадашњи представник за Бас, Џеф Лион посланик, дао је лажне изјаве средњошколцима о војној каријери Николића, тврдећи да је Николић "обмануо" новинаре о својој улози у војсци. Лионс је касније рекао да му је "искрено жао" због ове примедбе о свом противнику. Николић изабран је у септембру 2013. године са предношћу од скоро 11 одсто.
Дана 13. фебруара 2015. године, премијер Тони Абот је поставио Николића за “Владин бич“, након смене Филипа Рудока. 20. септембра 2015. Николић је на Фејсбуку објавио да је разрешен дужности од стране премијера Турнбула.

## Породица
Николић је од 1986. године ожењен Кристином Симонс рођеном у Лонсестону .  Имају троје деце. Након дугогодишњег боравка у Камбери, враћају се у Лонсестон 2011 године. По вероисповести је католик.

## Публикације
- „Iran and the United States : Interests, Options, Consequences”. USAWC Strategy Research Project. US Army War College, Carlisle Barracks, Pennsylvania. 30. 3. 2007.
- „Let's not devalue our troops' role”. The Examiner. Launceston, Tasmania: 25. 13. 11. 2011.
- „Three views on how to make the North prosper”. The Examiner. Launceston, Tasmania. 19. 11. 2012.
- „HADR: in search of low-cost innovative solutions”. Launceston, Tasmania: aspistrategist.org.au. 8. 5. 2013.